# Eriphus mexicanus
Eriphus mexicanus là một loài bọ cánh cứng trong họ Cerambycidae.